# Satan's Private Door
Satan's Private Door è un film muto del 1917 diretto da J. Charles Haydon e prodotto dalla Essanay di Chicago.

## Produzione
Il film fu prodotto dalla Essanay Film Manufacturing Company. Venne girato a Chicago, città dove la casa di produzione aveva la sua sede.

## Distribuzione
Distribuito dalla K-E-S-E Service, il film uscì nelle sale cinematografiche statunitensi il 19 marzo 1917.